# Marjorie Spiller
Phyllis Marjorie Spiller, auch Margery Spiller (* 23. November 1897 in Streatham, England; † Mai 1942 in England), war eine britische Schauspielerin und Berufspilotin vor dem Zweiten Weltkrieg. Sie flog im Zweiten Weltkrieg als Pilotin bei der Air Transport Auxiliary (ATA).

## Leben und Werk
Spiller war ein Einzelkind und wurde von ihren Eltern in ein kleines privates Internat in Henley-on-Thames geschickt. In den 1930er Jahren war sie Schauspielerin und Sängerin und auch als Margery Spiller bekannt. Sie tourte als Darstellerin durch Großbritannien und spielte 1930 ein Krimi-Stück mit Comedy. 1935 lernte sie im South Coast Flying Club auf dem Flugplatz Shoreham fliegen, wo sie als erste Person im Club im Oktober 1935 ihre A-Lizenz erhielt. Auf dieser Lizenz gab sie 1905 als ihr Geburtsjahr an, was in weiteren beruflichen Unterlagen auch so aufgeführt wurde. 1936 wurde sie in einer Zeitung zur „Frau der Woche“ erklärt. Sie hatte sich freiwillig bereit erklärt, Flugzeuge für 150 Pfund pro Reise nach Spanien zu fliegen, um den Rebellen im Spanischen Bürgerkrieg im Kampf gegen General Francisco Franco zu helfen. Sie war bereit, alles irgendwohin zu fliegen, um die notwendigen Flugstunden für die B-Lizenz zu bekommen. 1937 absolvierte sie im London Flying Club die B-Prüfung. Dies bedeutete, dass sie qualifiziert war, Passagiere zu befördern und ihren Lebensunterhalt als Berufspilotin zu verdienen. 1938 gehörte sie als Chefausbilderin dem Lehrpersonal des Sheffield Aero Club an und war Managerin auf dem neuen Flugplatz des Clubs in Firbeck bei Worksop. 1939 wurde sie in Eastbourne Ausbilderin, gab aber den Beruf nach dem Tod ihrer Mutter auf. Um Geld zu verdienen, war sie als Krankenwagenfahrerin bei der Air Raid Precautions (ARP) tätig. Als die Air Transport Auxiliary (ATA) die Bildung einer Frauenabteilung ankündigte, schrieb sie sofort an Pauline Gower, die Kommandantin werden sollte. 1941 trat sie der ATA bei mit dem geänderten Geburtsdatum, da sie im Rahmen des Bewerbungsverfahrens ihren Flugschein vorlegen musste. Sie konnte nach ein paar Monaten aus gesundheitlichen Gründen nicht mehr fliegen und starb kurz darauf im Alter von 44 Jahren an Krebs. Ihre ATA-Flugzeit betrug 109 Stunden 40 Minuten, davon die längste Flugzeit in einer Tiger Moth.